# Saint-Maxime-du-Mont-Louis
Saint-Maxime-du-Mont-Louis, souvent nommée Mont-Louis, est une municipalité du Québec située dans la municipalité régionale de comté (MRC) de La Haute-Gaspésie en Gaspésie–Îles-de-la-Madeleine.
Saint-Maxime-du-Mont-Louis est membre de la Fédération des Villages-relais du Québec.

## Toponymie
Son nom tirerait son origine de « l'abbé Maxime Tardif (1821-1850), secrétaire de monseigneur Pierre-Flavien Turgeon lors de la fondation de la paroisse, ainsi que du nom de la seigneurie de Mont-Louis ».

## Histoire

### Développement de la seigneurie de Mont-Louis
En 1699, une centaine de colons en provenance de Québec s'établirent dans la seigneurie de Mont-Louis où ils vécurent de la pêche et de l'agriculture. Cette initiative était menée par le marchand Denis Riverin. Ainsi, en 1705, l'établissement atteignit une population d'une centaine de familles. Cependant, des désaccords entre Denis Riverin et ses associée de Paris, Bourlet et Mageux, causèrent des problèmes financiers et judiciaires et il quitta la Nouvelle-France pour de bon. En 1753, la seigneurie fut reprise par Joseph Cadet qui confia sa gérance à Michel Mahiet qui fit prospérer l'établissement grâce à la pêche à la morue. En 1757, la seigneurie a été vendue à Mahiet.

### Guerre de la Conquête
En 1758, le général James Wolfe donna l'ordre au major Dalling, qui était cantonné à Gaspé, de détruire l'établissement de Mont-Louis. C'est ainsi qu'il partit de Gaspé, le 14 septembre, avec environ 300 soldats pour se rendre à Mont-Louis en longeant la côte en cinq jours. Mahiet offrit une rançon contre son établissement, mais le major Dalling la refuse et s'empara des biens, puis, brûla les réserves de morue ainsi que les maisons, à l'exception de celle de Mahiet. Le 23 septembre, les troupes anglaises prirent les deux goélettes de Mahiet pour se retourner à Gaspé avec 43 prisonniers dont Mahiet et sa femme.

### Reprise de la seigneurie
Dans les années 1850, la seigneurie fut reprise par Donald Fraser qui s'assura de son développement en faisant arpenter les terres, en bâtissant un moulin à farine et en traçant des chemins. Vers 1860, les compagnies de pêche jersiaises John Le Bouthillier et William Fruing installèrent des comptoirs à Mont-Louis. En 1861, Mont-Louis comportait une population de 200 habitants.

### Développement de la municipalité

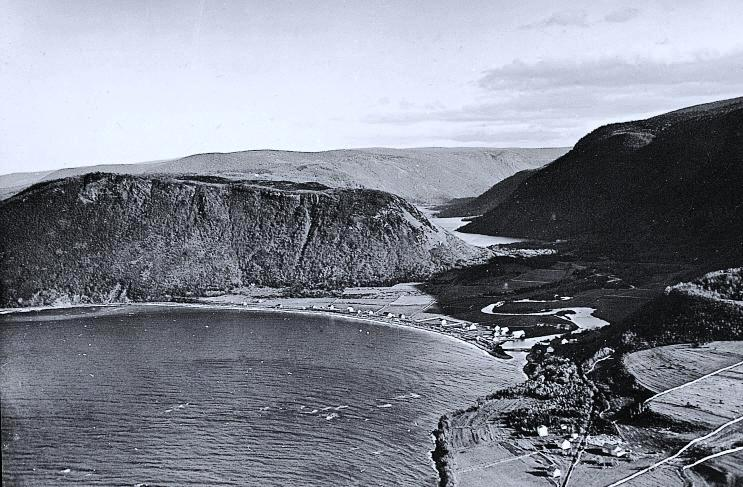
L'Anse-Pleureuse vers 1927

En 1875, la paroisse catholique fut érigée canoniquement. En 1884, la municipalité fut officiellement créée.
En 1924, Frank A. Augsbury acheta la seigneurie et créa une compagnie nommée « Mont-Louis Seignory » qui produisait du bois afin d'alimenter son usine à papier situé à Ogdensburg dans l'État de New York.

## Géographie
Saint-Maxime-du-Mont-Louis est situé sur la rive sud de l'estuaire maritime du Saint-Laurent sur la péninsule gaspésienne à 560 km au nord-est de Québec et à 130 km au nord-ouest de Gaspé. La rivière de Mont-Louis se déverse dans l'anse de Mont-Louis et la rivière de l'Anse Pleureuse à L'Anse-Pleureuse, elles traversent la municipalité du sud au nord. La Rivière du Gros-Morne coule entièrement à l'est de la municipalité et rejoint l'estuaire à l'est de la municipalité à Gros-Morne.

### Hameaux
La municipalité de Saint-Maxime-du-Mont-Louis est en fait composée de trois hameaux :
- Mont-Louis
- L'Anse-Pleureuse
- Gros-Morne

## Démographie
| 1991  | 1996  | 2001  | 2006  | 2011  | 2016  | 2021  |
| ----- | ----- | ----- | ----- | ----- | ----- | ----- |
| 1 582 | 1 499 | 1 288 | 1 194 | 1 118 | 1 134 | 1 047 |

## Économie
L'économie de la municipalité repose sur les services, le tourisme, la forêt et la pêche. Mont-Louis compte 2 usines de transformation du poisson et son anse peut accueillir tous les types de bateaux.
La municipalité est l'hôte de deux parcs éoliens et est un village-relais.

## Administration
Les élections municipales se font en bloc pour le maire et les six conseiller.
| Saint-Maxime-du-Mont-Louis Maires depuis 2001                                                                        |                        |         |          |
| Élection | Maire                  | Qualité | Résultat |
| 2001 | Paul-Hébert Bernatchez |         | Voir     |
| 2005 | Paul-Hébert Bernatchez | Voir    |          |
| 2009 | Michel Gagné           |         | Voir     |
| 2013 | Serge Chrétien         |         | Voir     |
| 2017 | Guy Bernatchez         |         | Voir     |
| 2021 | Claude Bélanger        |         | Voir     |
| Élection partielle en italique Depuis 2005, les élections sont simultanées dans toutes les municipalités québécoises |                        |         |          |

## Galerie

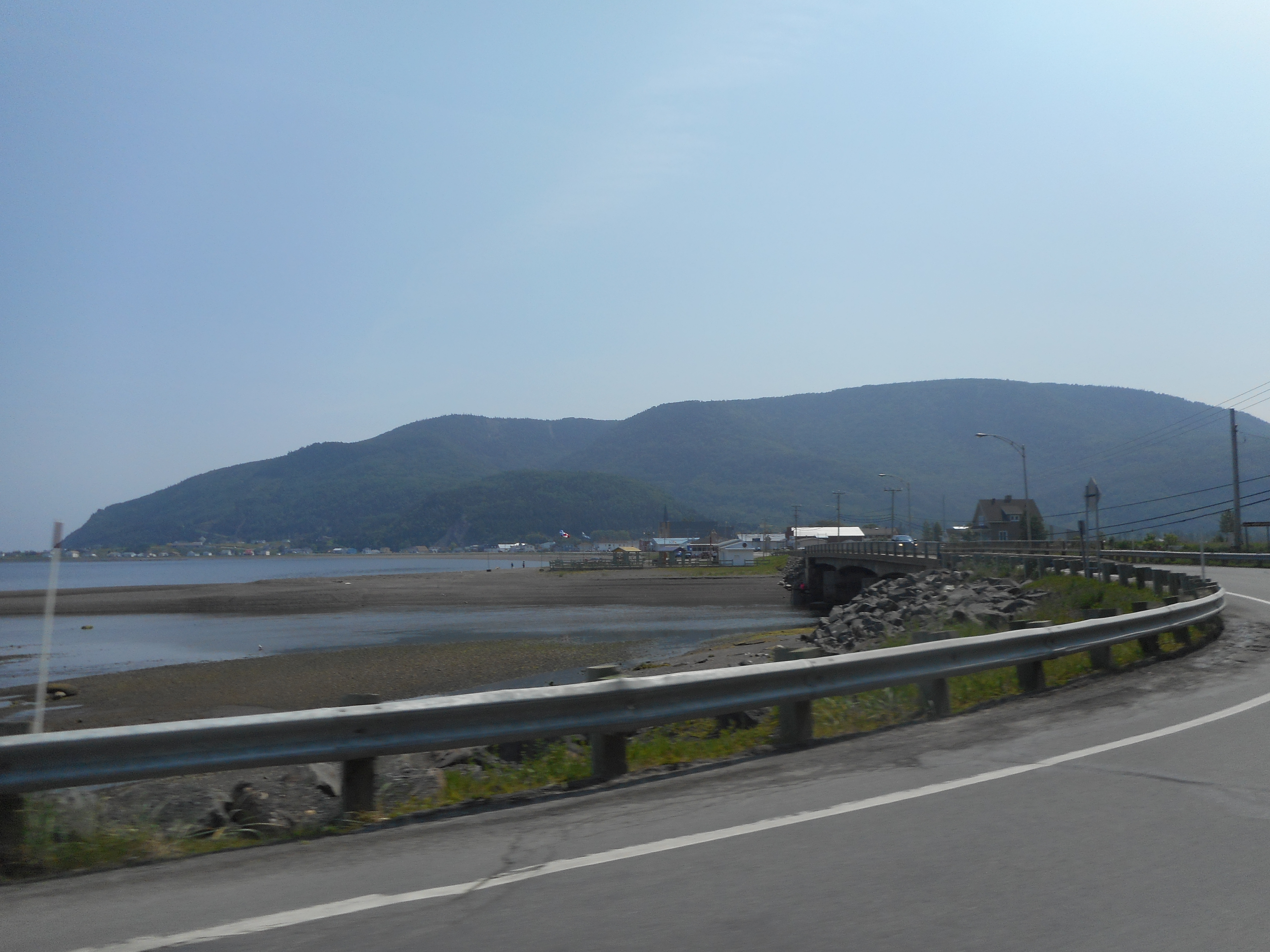
Vue de la route 132
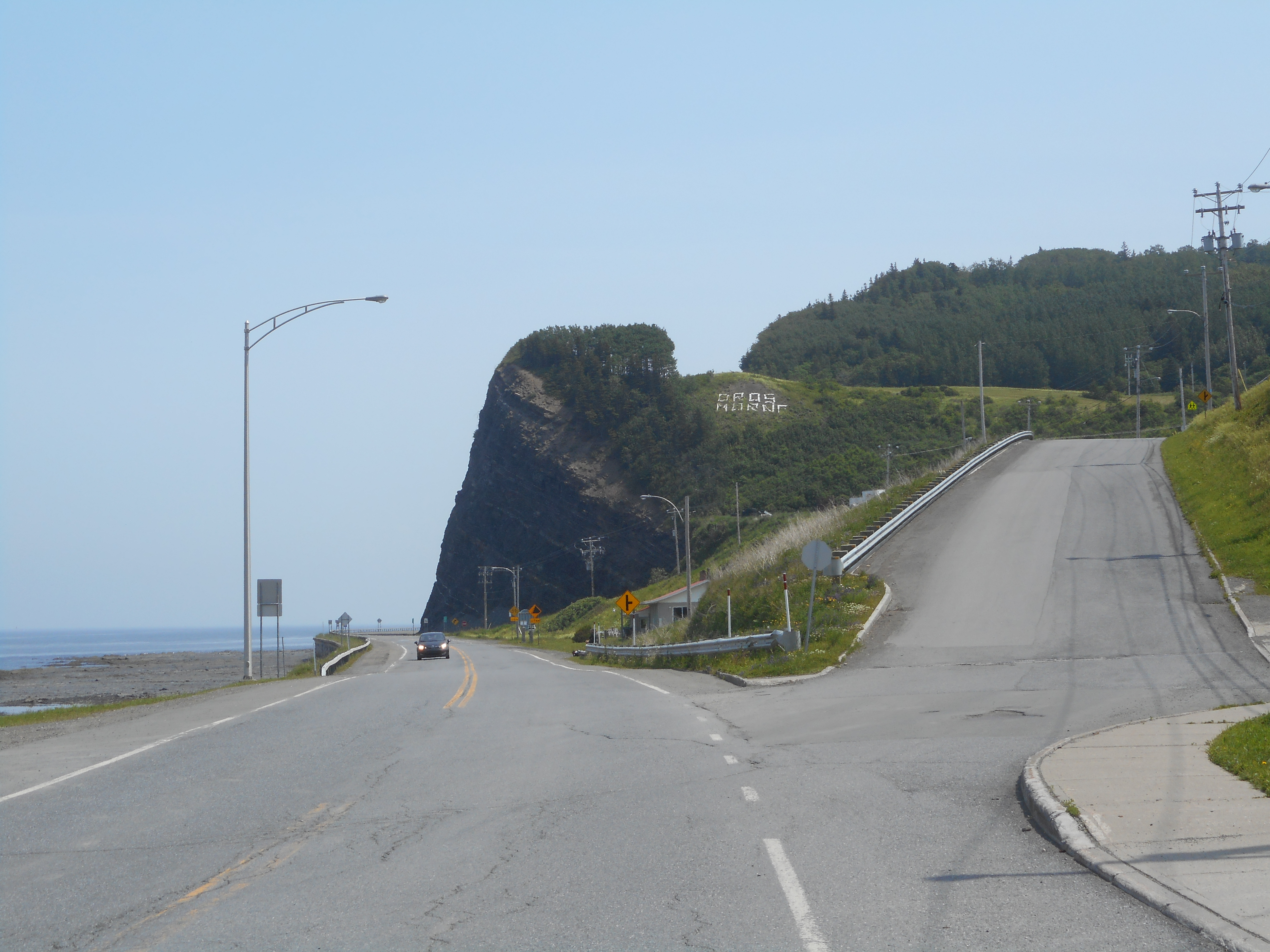
La route 132 en regardant vers l'Est et le Gros Morne
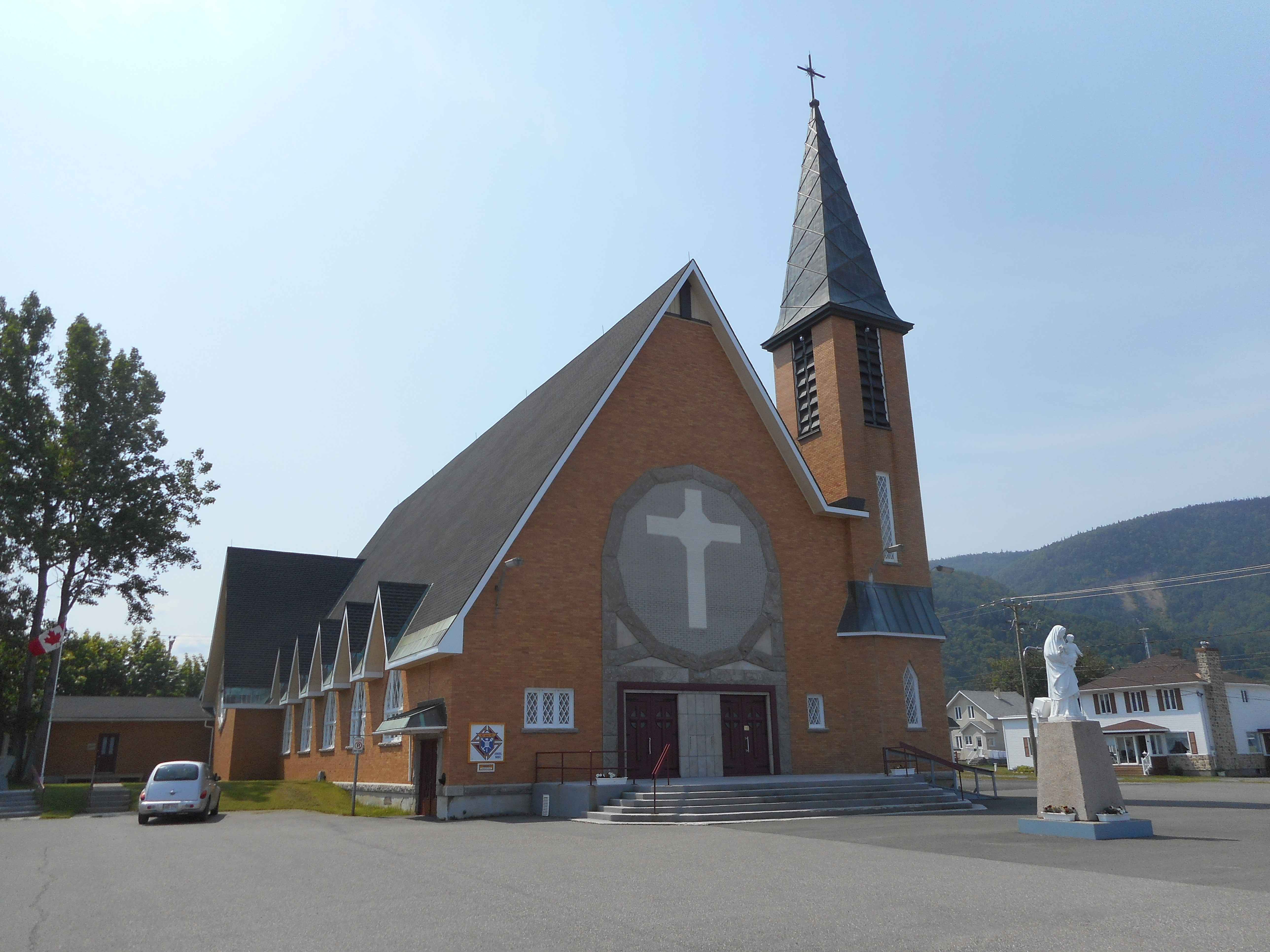
Église de Notre-Dame-du-Saint-Sacrement
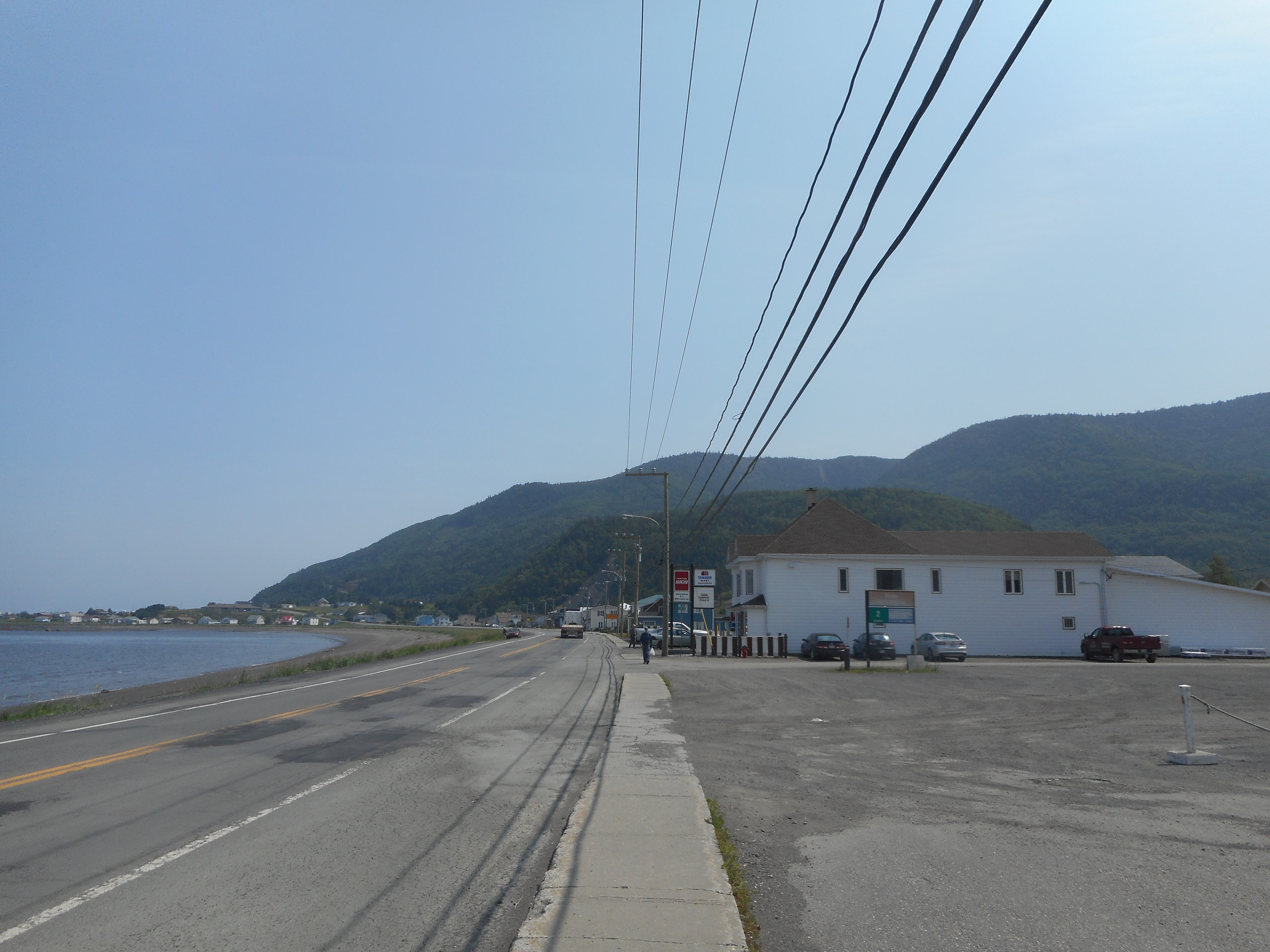
Le centre du village face à l'église en regardant vers l'ouest
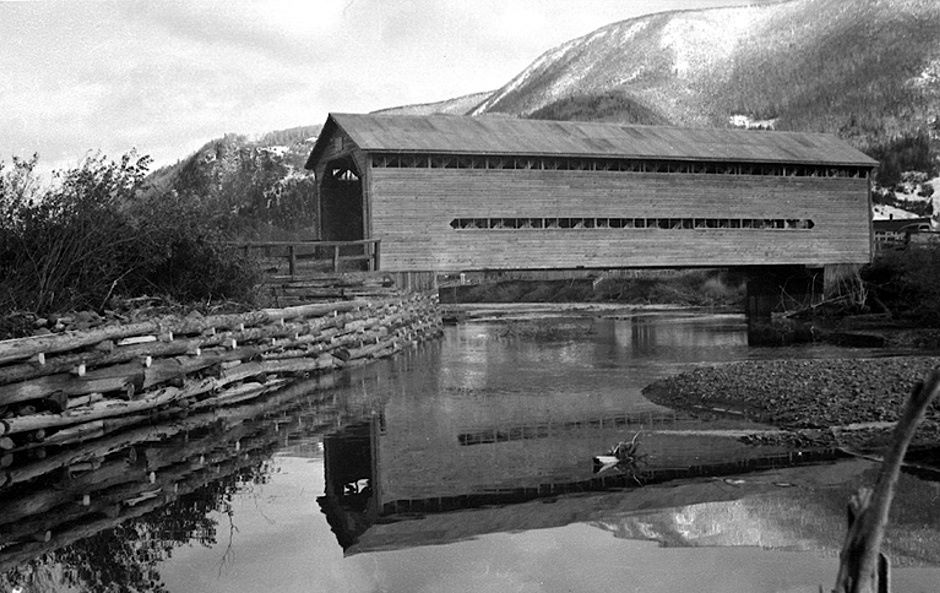
Pont couvert au-dessus de la rivière de Mont-Louis en 1942